# Szocsi
Szocsi (cirill betűkkel: Сочи) üdülőváros Oroszországban, a Fekete-tenger partján, a Kaukázus mentén. Határai a Mamajka és a Kugyepszta folyó. Távolsága a fővárostól közúton 1632 km.
Hosszúsága mintegy 148 km, ezzel a világ második leghosszabb városa Mexikóváros után. 1961-ben egyesítették a környező településekkel, így létrejött az ún. Nagy Szocsi. Közigazgatásilag hozzácsatolták Lazarevka, Maceszta, Hoszta és Adler települést.
Lakossága 397 500 fő (a 2002. évi népszámláláskor); 343 334 fő (a 2010. évi népszámláláskor).
A Szovjetunió egykori legnagyobb tengerparti gyógyüdülővárosa volt. Kénhidrogénes forrásait vérszegénység, ideg- és bőrbetegségek, ízületi bántalmak kezelésére javallották. Híresek voltak szanatóriumai is. Már az 1930-as években megkezdődött a gyógyászati intézmények kialakítása, az első jelentős beruházás a balneológiai klinika építése volt.
A Nemzetközi Olimpiai Bizottság 2007. július 4-én Guatemalában Szocsinak adta a 2014-es téli olimpia rendezési jogát.
Itt rendezik meg 2014-től a Formula–1-es orosz nagydíjat.

## Éghajlat
Éghajlata jellegzetesen szubtrópusi. A Kaukázus 3000 méteres hegyei védik a beáramló hideg északi szelektől, így az évi középhőmérséklet 14 °C körül alakul.
| Hónap                         | Jan. | Feb. | Már. | Ápr. | Máj. | Jún. | Júl. | Aug. | Szep. | Okt. | Nov. | Dec. | Év   |
| ----------------------------- | ---- | ---- | ---- | ---- | ---- | ---- | ---- | ---- | ----- | ---- | ---- | ---- | ---- |
| Átlagos max. hőmérséklet (°C) | 9,6  | 10,0 | 12,2 | 16,6 | 20,6 | 24,6 | 27,5 | 28,0 | 24,7  | 20,4 | 15,3 | 11,8 | 18,5 |
| Átlagos min. hőmérséklet (°C) | 3,5  | 3,3  | 5,2  | 9,0  | 12,7 | 16,7 | 19,7 | 20,0 | 16,4  | 12,5 | 8,1  | 5,5  | 11,1 |
| Átl. csapadékmennyiség (mm)   | 184  | 135  | 121  | 120  | 110  | 104  | 128  | 121  | 127   | 167  | 201  | 185  | 1703 |
| Havi napsütéses órák száma    | 96   | 105  | 145  | 161  | 220  | 258  | 279  | 280  | 225   | 195  | 120  | 86   | 2170 |
| Forrás:                       |      |      |      |      |      |      |      |      |       |      |      |      |      |

## Története

### Ókor
Hérodotosz a Fekete-tenger északi partvidékének legősibb népeként a kimmereket írja le. Az i. e. 12-8. század között ők uralták a sztyepp Kárpátok és Kaukázus közötti részét. Lehetséges azonban, hogy a "kimmer" valójában gyűjtőnév volt, amit a görögök használtak a szkíták előtt az itt élő népekre. Az i. e. 8. században a Krím-félszigettől keletre és délre élő kimmereket a benyomuló szkíták a Fekete-tenger déli partvidékére kényszerítették. Ezt követően a szkíták próbálták megvetni lábukat a Kaukázuson túl is, de i. e. 611-ben Uvakhsatra méd király kiűzte őket Médiából. I. e. 7. századtól egyfelől a szkítákkal rokon szarmata törzsek, másfelől és görög kereskedők is megjelentek a vidéken. Milétoszi görög gyarmatosítók az i. e. 6. században sorra hozták létre kolóniáikat a Fekete-tenger partvidékén. Amikor VI. Mithridatész Eupatór pontoszi király i. e. 101-ben legyőzte a kolkhiszi fejedelemségeket, a Kaukázustól északra eső sztyeppén néhány szkíta törzset is hódoltatott. A kis-ázsiai hegemóniára törekvő Mithridatész hamarosan összeütközésbe került az ekkor már a Földközi-tenger keleti medencéjében is terjeszkedő Római Birodalommal (ekkor még köztársaság). I. e. 88–63. között a Római Birodalom három háborút indított a pontuszi király ellen (mithridatészi háborúk). Amikor i. e. 66-ban a római seregek vezetését a fiatal és tehetséges Pompeius vette át, a pontuszi sereg egymás után szenvedte el a súlyos vereségeket, végül a mai Szuhumi területén lévő Dioszkuriaszba húzódott vissza, ahová Pompeius már nem követte. Végül i. e. 63-ban győzték le véglegesen a rómaiak, az akkor már a Fekete-tenger és az Azovi-tenger közötti szoros mellett fekvő, az ókorban kimmer Boszporusznak is nevezett Pantikapaion városába visszaszorult pontuszi királyt.
A Fekete-tenger partvidékének történelmi térképei:
- Fontosabb görög gyarmatok a térségben az i. e. 6. század végére
- A Pontoszi Királyság Mithridatész uralkodásának kezdetén (sötétlila), Mithridatész első hódításaival (világoslila) és a mithridatészi háborúk szerzeményeivel (ciklámen)

### Középkor
A Fekete-tenger délkeleti régiójában a Bizánci Birodalom uralmának a szeldzsuk törökök vetettek véget. Őket a 13. században újabb hódítók, a mongolok követték. A Mongol Birodalom felosztása után az Arany Horda uralta a térséget az oszmán-törökök hódításáig.

### Újkor
A törököket csak a 19. században szorították vissza a Kaukázus mögé a cári orosz csapatok.

### 20. század
Az első világháború, majd a oroszországi polgárháború után a terület 1922-ben a Szovjetuniót létrehozó Oroszországi Szovjet Szövetségi Szocialista Köztársaság része volt. A Szovjetunió felbomlása óta Oroszország része.

## Híres emberek
Itt születtek:
- Szlava Kalisztratovics Metreveli (1936–1998) Európa-bajnok grúz labdarúgó.
- Borisz Jefimovics Nyemcov (1959–2015) orosz politikus
- Igor Anatoljevics Legyahov (1968–) orosz válogatott labdarúgó.

## Testvérvárosok
- Cheltenham, Egyesült Királyság (1959)
- Menton, Franciaország (1966)
- Rimini, Olaszország (1977)
- Espoo, Finnország (1989)
- Long Beach, USA (1990)
- Trabzon, Törökország (1991)
- Pärnu, Észtország (1994)
- Vejhaj, Kína (1996)

## Galéria

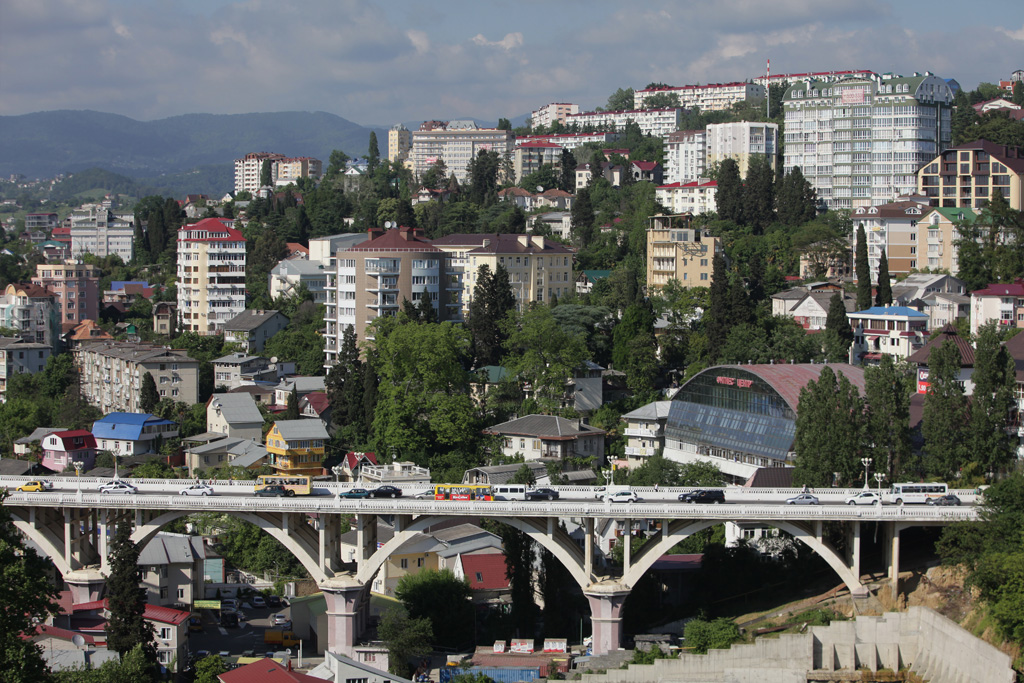
Városkép
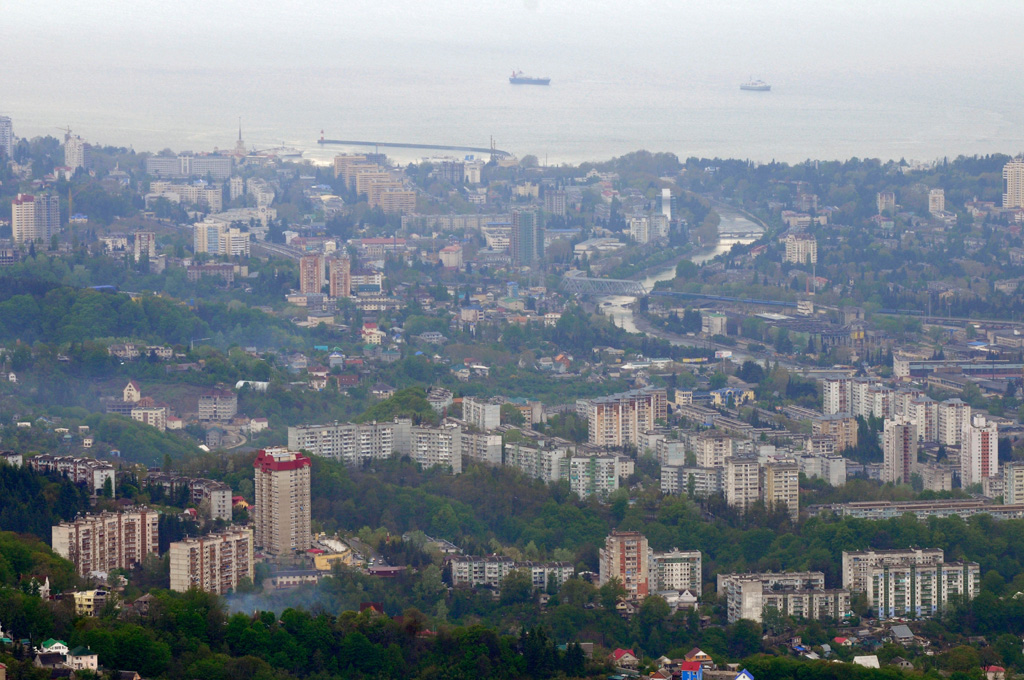
Szocsi panorámája
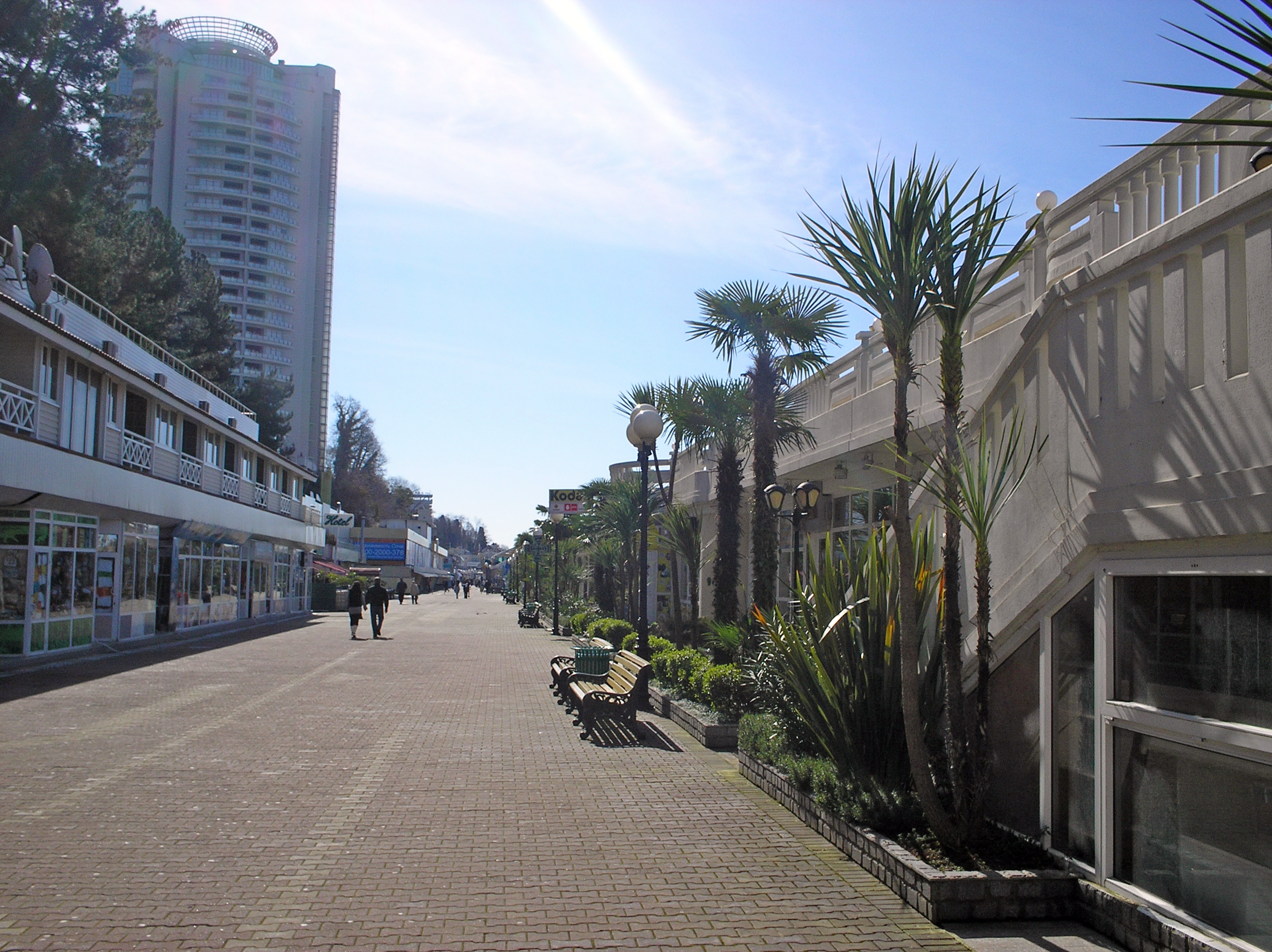
Sétálóutca
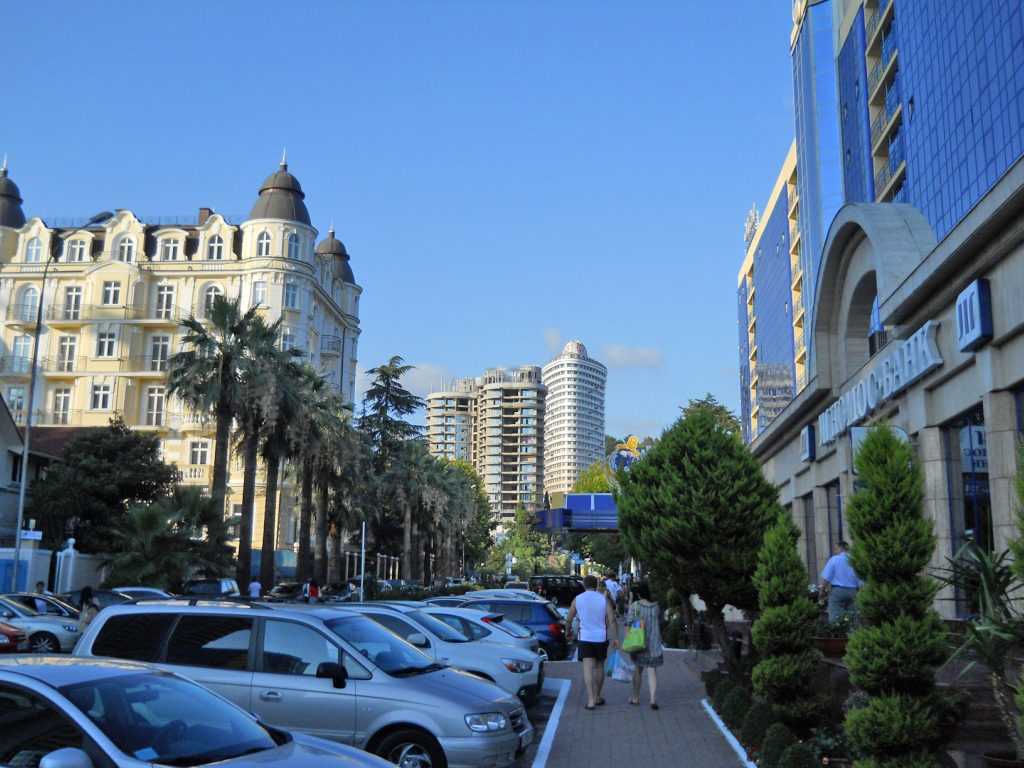
Szállodák
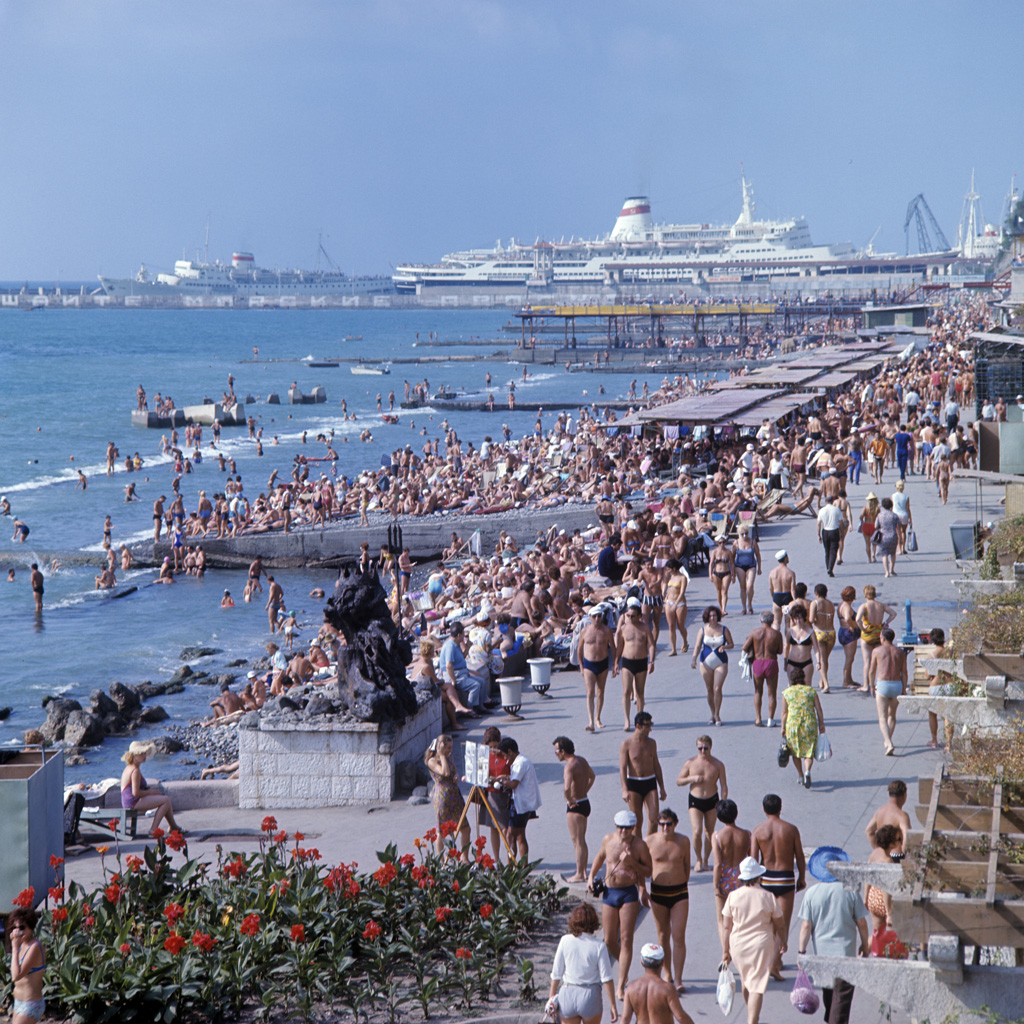
Nyári zsúfoltság a tengerparton
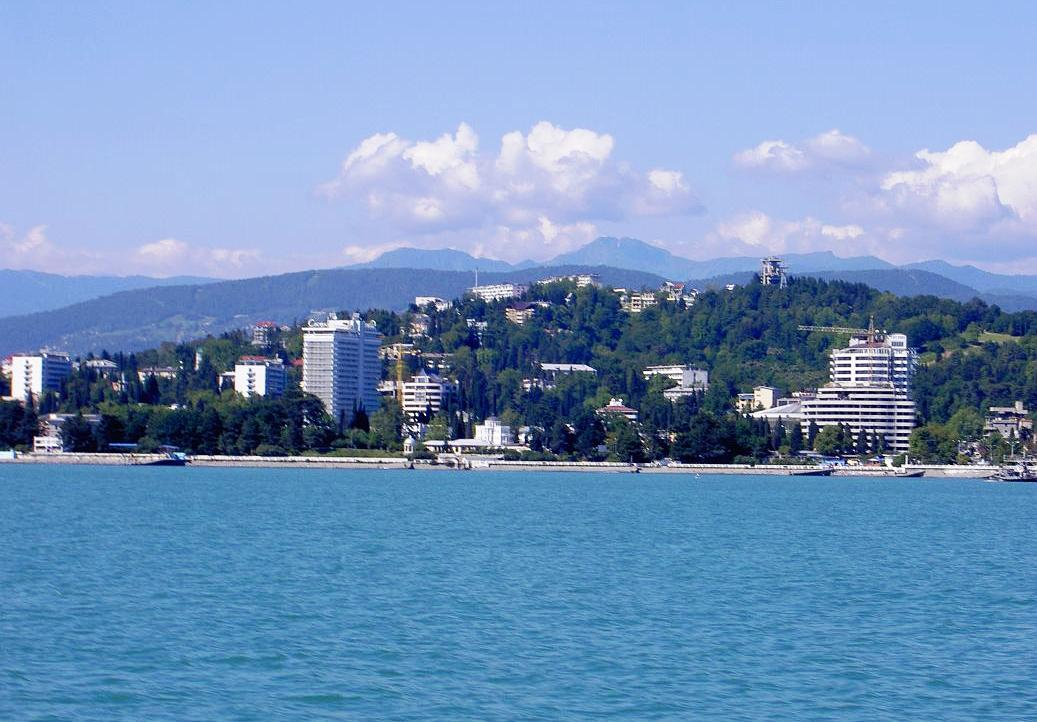
A tengerről nézve
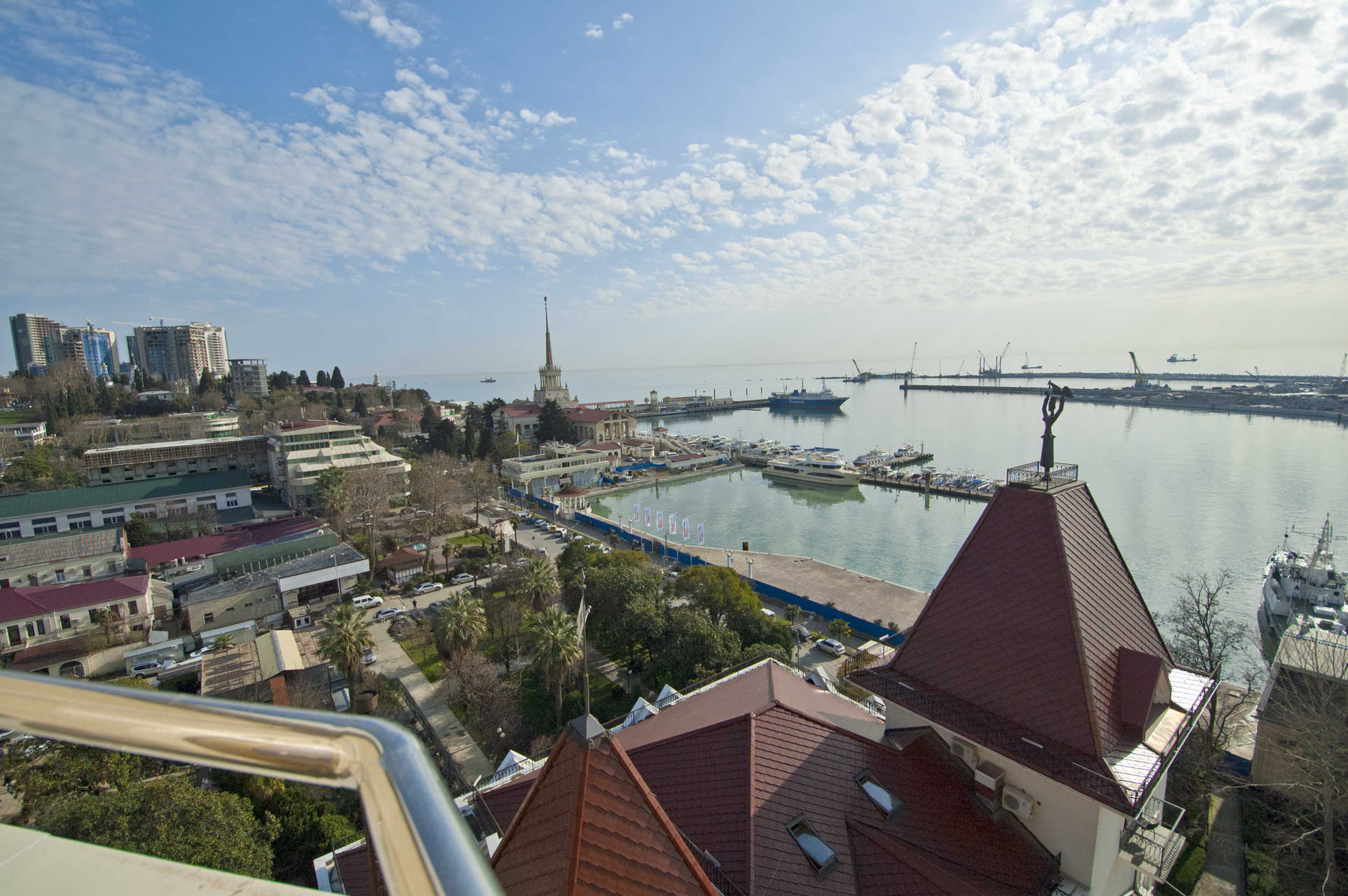
Kikötő